# Championnat de Polynésie française de football 2012-2013
Navigation
Saison précédente Saison suivante
La saison 2012-2013 du Championnat de Polynésie française de football est la soixante-sixième édition du championnat de première division en Polynésie française. Les onze meilleurs clubs de Polynésie sont regroupés au sein d'une poule unique, la Ligue Mana, où ils s'affrontent une fois au cours de la saison. Les cinq premiers jouent une deuxième phase pour déterminer le champion tandis que les six derniers doivent disputer une poule de promotion-relégation face aux clubs de Division 2.
C'est l’AS Dragon, tenant du titre, qui est à nouveau sacré champion de Polynésie cette saison après avoir terminé en tête du classement final avec deux points d’avance sur l'AS Tamari Faa'a et quatre sur l'AS Tefana. C'est le deuxième titre de champion de Polynésie française de l’histoire du club, qui réussit même le doublé en s'imposant en finale de la Coupe de Polynésie française face à l'AS Tefana.

## Qualifications continentales
Le club champion de Polynésie française obtient son billet pour la Ligue des champions de l'OFC 2013-2014.

## Les clubs participants
| - AS Pirae - AS Tefana - AS Vénus - AS Dragon - AS Roniu - AS Vaiete | - AS Tamarii Punaruu - AS Central Sport - AS Manu-Ura - AS Tamarii Faa'a - Olympique Mahina - Promu de D2 |

## Compétition

### Première phase
Le barème utilisé pour établir le classement est le suivant :
- Victoire : 4 points
- Match nul : 2 points
- Défaite : 1 point

| Rang | Équipe             | Pts | J  | G | N | P | Bp | Bc | Diff |
| ---- | ------------------ | --- | -- | - | - | - | -- | -- | ---- |
| 1    | AS DragonT         | 39  | 10 | 9 | 0 | 1 | 47 | 12 | +35  |
| 2    | AS Tefana          | 37  | 10 | 8 | 1 | 1 | 41 | 11 | +30  |
| 3    | AS Tamari Faa'a    | 33  | 10 | 7 | 2 | 1 | 34 | 15 | +19  |
| 4    | AS Manu-Ura        | 29  | 10 | 5 | 4 | 1 | 20 | 14 | +6   |
| 5    | AS Roniu           | 28  | 10 | 4 | 2 | 4 | 13 | 17 | -4   |
| 6    | AS Vénus           | 25  | 10 | 4 | 1 | 5 | 21 | 21 | 0    |
| 7    | AS Pirae           | 20  | 10 | 2 | 2 | 6 | 15 | 28 | -13  |
| 8    | Olympique MahinaP  | 19  | 10 | 3 | 0 | 7 | 12 | 29 | -17  |
| 9    | AS Vaiete          | 19  | 10 | 3 | 0 | 7 | 18 | 41 | -23  |
| 10   | AS Central Sports  | 17  | 10 | 2 | 1 | 7 | 11 | 24 | -13  |
| 11   | AS Tamarii Punaruu | 16  | 10 | 1 | 1 | 8 | 14 | 34 | -20  |

|  | Qualification pour la deuxième phase                 |
|  | Participation à la poule de promotion-relégation     |
|  | T : Tenant du titre P : Promu de division inférieure |

### Deuxième phase
Les cinq premiers du classement et le champion de Moorea, l’AS Temanava, s’affrontent à nouveau deux fois pour déterminer le champion. L'AS Dragon démarre la deuxième phase avec un bonus de deux points après avoir terminé en tête de la première phase.
| Rang | Équipe           | Pts | J  | G | N | P | Bp | Bc | Diff |
| ---- | ---------------- | --- | -- | - | - | - | -- | -- | ---- |
| 1    | AS Dragon'T'C +2 | 34  | 10 | 7 | 1 | 2 | 30 | 8  | +22  |
| 2    | AS Tamarii Faa'a | 32  | 10 | 7 | 1 | 2 | 15 | 9  | +6   |
| 3    | AS Tefana        | 30  | 10 | 6 | 2 | 2 | 16 | 4  | +12  |
| 4    | AS Manu-Ura      | 26  | 10 | 5 | 1 | 4 | 20 | 13 | +7   |
| 5    | AS Roniu         | 13  | 10 | 1 | 1 | 8 | 6  | 26 | -20  |
| 6    | AS Temanava      | 12  | 10 | 0 | 2 | 8 | 4  | 31 | -27  |

|  | Qualification pour la Ligue des champions de l'OFC 2013-2014         |
|  | T : Tenant du titre C : Vainqueur de la Coupe de Polynésie française |

## Bilan de la saison
| Championnat de Polynésie française de football 2012-2013 |                      |
| Champion                                                 | AS Dragon (2e titre) |
| Coupes et trophées                                       |                      |
| Vainqueur de la Coupe de Polynésie française 2012-2013   | AS Dragon            |
| Qualifications continentales                             |                      |
| Ligue des champions de l'OFC 2013-2014                   | AS Dragon            |
| Promotions et relégations                                |                      |
| Promus en Ligue Mana                                     | AS Excelsior         |
| Promus en Ligue Mana                                     | AS Vairao            |
| Relégués en Division 2                                   | AS Central Sport     |
| Relégués en Division 2                                   | AS Vaiete            |
| Relégués en Division 2                                   | AS Tamarii Punaruu   |